# Conseil de la région de Queanbeyan–Palerang
Le conseil de la région de Queanbeyan–Palerang (en anglais : Queanbeyan–Palerang Regional Council) est une zone d'administration locale située dans l'État de Nouvelle-Galles du Sud en Australie, dont le siège est Queanbeyan.

## Géographie
Le conseil s'étend sur 5 319 km2 sur la région des Plateaux du sud, dans le sud-est de la Nouvelle-Galles du Sud. Il est limitrophe du Territoire de la capitale australienne à l'ouest.

### Villes et villages
La zone urbaine autour du chef-lieu Queanbeyan comprend les villes et localités de Crestwood, Environa, Googong, Greenleigh, Jerrabomberra, Karabar, Queanbeyan East Queanbeyan West, Queanbeyan Town Centre, The Ridgeway, Royalla et Tralee. Le conseil comprend également les villes de Braidwood et Bungendore et les villages et localités d'Araluen, Back Creek, Ballalaba, Bendoura, Berlang, Bombay, Boro, Budawang, Burra, Bywong, Carwoola, Captains Flat, Charleys Forest, Corang, Currawang, Durran Durra, Farringdon, Forbes Creek, Harolds Cross, Hereford Hall, Hoskinstown, Jembaicumbene, Jerrabattgulla, Jinden, Kindervale, Krawarree, Larbert, Majors Creek, Manar, Marlowe, Mayfield, Monga, Mongarlowe, Mount Fairy, Mulloon, Neringla, Nerriga, Northangera, Oallen (en partie), Palerang, Primrose Valley, Reidsdale, Rossi, Snowball, Sutton (en partie), Tarago (en partie), Tinderry (en partie), Tomboye, Urila, Wamboin, Warri, Williamsdale, Wog Wog, Wyanbene et Yarrow.

## Démographie
| 2016   | 2021   |
| ------ | ------ |
| 56 027 | 63 304 |

## Historique
La zone d'administration locale est créée le 12 mai 2016 par la fusion de la ville de Queanbeyan et du conseil de Palerang. Un administrateur provisoire est nommé pour gérer le conseil en attendant les premières élections.

## Politique et administration
Le conseil municipal comprend onze membres élus pour un mandat de quatre ans, qui à leur tour élisent le maire et son adjoint pour deux ans. À la suite des élections du 4 décembre 2021, le conseil est formé de trois travaillistes, deux libéraux, un vert et cinq indépendants.

### Liste des maires
| Période         | Période      | Identité           | Étiquette   | Qualité                   |
| --------------- | ------------ | ------------------ | ----------- | ------------------------- |
| mai 2016        | janvier 2022 | Tim Overall        |             | Administrateur puis maire |
| 12 janvier 2022 | en fonction  | Kenrick Winchester | Indépendant |                           |

La zone est rattachée à la circonscription d'Eden-Monaro pour les élections fédérales et à celle de Monaro pour les élections à l'Assemblée législative de Nouvelle-Galles du Sud.